# Emil Kornvig
Emil Nestved Kornvig (Søborg, 28 aprile 2000) è un calciatore danese, centrocampista del Brann.

## Caratteristiche tecniche
È un centrocampista offensivo.

## Carriera
Cresciuto nel settore giovanile del Lyngby, debutta in prima squadra il 3 novembre 2019 in occasione dell'incontro di Superligaen perso 2-1 contro il Randers. Nel 2021 viene acquistato dallo Spezia, che contestualmente lo presta per una stagione al SønderjyskE.
Il 1º settembre 2022 passa, con la formula del prestito, al Cosenza.Al suo esordio ufficiale con i calabresi va subito a segno, il 17 settembre firmando il gol del definitivo pareggio in casa del Südtirol, dopo essere subentato appena da un minuto a Marco Brescianini. 
Dopo 14 presenze e quell'unica  rete con i silani, il 1º agosto 2023 si trasferisce a titolo definitivo al Cittadella, ancora in Serie B.
L'esperienza in Veneto dura tuttavia pochi mesi: il 16 febbraio 2024 passa infatti ai norvegesi del Brann con una cessione a titolo definitivo.

## Statistiche

### Presenze e reti nei club
Statistiche aggiornate al 27 maggio 2024.
| Stagione        | Squadra         | Campionato      | Campionato | Campionato | Coppe nazionali | Coppe nazionali | Coppe nazionali | Coppe continentali | Coppe continentali | Coppe continentali | Altre coppe | Altre coppe | Altre coppe | Totale | Totale |
| Stagione        | Squadra         | Comp            | Pres       | Reti       | Comp            | Pres            | Reti            | Comp               | Pres               | Reti               | Comp        | Pres        | Reti        | Pres   | Reti   |
| --------------- | --------------- | --------------- | ---------- | ---------- | --------------- | --------------- | --------------- | ------------------ | ------------------ | ------------------ | ----------- | ----------- | ----------- | ------ | ------ |
| 2019-2020       | Lyngby          | SL              | 2          | 0          | CD              | 0               | 0               |                    | -                  | -                  |             | -           | -           | 2      | 0      |
| 2020-2021       | Lyngby          | SL              | 22         | 0          | CD              | 1               | 0               |                    | -                  | -                  |             | -           | -           | 23     | 0      |
| Totale Lyngby   | Totale Lyngby   | Totale Lyngby   | 24         | 0          |                 | 1               | 0               |                    | -                  | -                  |             | -           | -           | 25     | 0      |
| 2021-2022       | SønderjyskE     | SL              | 23         | 2          | CD              | 5               | 0               |                    | -                  | -                  |             | -           | -           | 28     | 2      |
| 2022-2023       | Cosenza         | B               | 14         | 1          | CI              | -               | -               | -                  | -                  | -                  | -           | -           | -           | 14     | 1      |
| 2023-gen. 2024  | Cittadella      | B               | 12         | 0          | CI              | 2               | 0               | -                  | -                  | -                  | -           | -           | -           | 14     | 0      |
| 2024            | Brann           | 1D              | 11         | 2          | CN              | 3               | 1               | -                  | -                  | -                  | -           | -           | -           | 14     | 3      |
| Totale carriera | Totale carriera | Totale carriera | 84         | 5          |                 | 11              | 1               |                    | -                  | -                  |             | -           | -           | 95     | 6      |